# Мідія чилійська
Мідія чилійська (Mytilus chilensis) — вид двостулкових молюсків з родини мідієвих (Mytilidae), які поширені уздовж берегів Чилі і Фолклендських островів.

## Опис
Цей молюск розміром близько 7 см в довжину і 3 см шириною. Мушлі вкриті концентричними смугами росту. Забарвлення мушлі від коричневого до пурпурово-чорного кольору. Мантія жовто-оранжевого кольору.

## Економічне значення
Мідія чилійська є економічно важливим видом молюсків, який вирощуюють в Чилі. Між 2004 і 2008, річний обсяг виробництва збільшився з 80 000 до 200 000 тонн. У 2009 році видобуток знизився, в 2010 році знов зріс.. У 2008 році Чилі експортувала понад 45000 тонн, з яких 93% були замороженими. Близько 74% експорту були призначені для ЄС, в основному в Іспанії і Франції, 15% в США.